# MAR-290
MAR-290 — реактивная система залпового огня израильского производства калибра 290 мм.

## История
Разработана фирмой «Israel Military Industries» в конце 1960-х в Израиле. Принята на вооружение израильской армией в 1973 году. Первое боевое применение в первой ливанской войне в 1982 г.

## Конструкция
Четырёхзарядная пусковая установка смонтирована на шасси американского танка Шерман, но в 80-х годах установку монтировали на шасси английского танка Центурион.

## Состав
В состав системы входят:
1. пусковая установка;
2. заряжающее устройство;
3. транспортная машина;
4. система управления огнём;
5. 290-мм неуправляемые реактивные снаряды (НУРС).[3]

## Тактико-технические характеристики
| Калибр                                           | 290 мм         |
| Количество направляющих                          | 4 шт.          |
| Масса снаряда                                    | 600 кг         |
| Минимальная дальность стрельбы                   | 10 км          |
| Максимальная дальность стрельбы                  | 25 км          |
| Масса пусковой установки в боевом положении      | 50,8 т         |
| Габариты пусковой установки в походном положении | 7,56×3,4×3,6 м |
| Продолжительность залпа                          | 10 с           |
| Время перезаряжания                              | 10 мин.        |
| Боевой расчет                                    | 4 чел.         |
| Год принятия на вооружение                       | 1973           |

## На вооружении
- Израиль — 20 единиц на хранении, по состоянию на 2016 год[4]